# L'Eendracht e una flotta di navi da guerra olandesi
L'Eendracht e una flotta di navi da guerra olandesi è un dipinto di Ludolf Bakhuizen. Eseguito probabilmente tra il 1670 e il 1675, è conservato nella National Gallery di Londra.

## Descrizione
Quella raffigurata al centro è l'Eendracht, una nave da guerra costruita nel 1653, comandata dall'ammiraglio Jacob van Wassenaer e distrutta dagli inglesi nella battaglia di Lowestoft del 1665. Il dipinto fu realizzato alcuni anni dopo basandosi probabilmente su alcuni disegni, e questo spiega alcune inesattezze. Dalla nave sventola la bandiera olandese e la poppa reca il leone rampante della Repubblica delle Sette Province Unite.